# Jean-Baptiste Thérèse Jobard
Jean-Baptiste Thérèse Jobard, né le 15 juillet 1784 à Gray et mort le 24 novembre 1875 dans la même commune, est un homme politique français.

## Biographie
Maître de forges, il est député de la Haute-Saône de 1833 à 1834, siégeant dans la majorité soutenant les gouvernements de la Monarchie de Juillet. Il est remplacé par son neveu, François Jobard.
Il est maire de Gray de 1830 à 1831.

## Sources
- « Jean-Baptiste Thérèse Jobard », dans Adolphe Robert et Gaston Cougny, Dictionnaire des parlementaires français, Edgar Bourloton, 1889-1891 [détail de l’édition]